# منطقه حفاظت‌شده پادنا
منطقه حفاظت‌شده پادنا یکی از مناطق حفاظت‌شدهٔ  تحت مدیریت سازمان حفاظت محیط زیست ایران با وسعت تقریبی ۶۱۵۰۰ هکتار است که در منطقه پادنا در محدودهٔ شهرستان سمیرم در جنوب استان اصفهان و دامنه شمالی و شرقی رشته‌کوه دنا قرار دارد.

## تاریخچهٔ حفاظت
منطقه شمالی دنا به نام «منطقه شکارممنوع پادنا» مشهور و در شهرستان سمیرم در جنوب استان اصفهان و در دامنه شمالی و شرقی پارک ملی دنا قرار دارد. از سال ۱۳۶۹ و ابتدای تأسیس مجموعه پارک ملی و منطقه حفاظت‌شده دنا مدیریت و حفاظت منطقه شمالی دنا، وجود قرار گرفتن در داخل مرز استان اصفهان، بر عهده اداره کل حفاظت محیط زیست استان کهگیلویه و بویراحمد بود. در اردیبهشت ۱۴۰۳ با مصوبه شورای عالی محیط زیست به منطقه حفاظت‌شده ارتقا یافت. با مصوبه شورای عالی محیط زیست، مدیریت دامنه شمالی و شرقی دنا که به «دنای شمالی» مشهور است، به اداره کل حفاظت محیط زیست استان اصفهان واگذار شد.
در تاریخِ ۱۳ اردیبهشت ۱۴۰۳، در سی و هشتمین جلسه شورای عالی محیط زیست مصوب شد که با ارتقای سطح حفاظتی منطقه شکارممنوع پادنا واقع در استان اصفهان به مساحت ۳۰ هزار و ۱۳۲ هکتار به سطح منطقه حفاظت‌شده و واگذاری مدیریت بخشی از منطقه حفاظت‌شده دنا که در خاک استان اصفهان بوده و مساحت آن کمتر از ۳۰ هزار هکتار است، محدوده‌ای به مساحت کلّی ۶۱ هزار و ۵۰۰ هکتار تحت عنوان منطقه حفاظت‌شده پادنا توسط اداره کل حفاظت محیط زیست استان اصفهان مورد حفاظت قرار گیرد. به گفته معاون محیط‌زیست طبیعی و تنوع زیستی سازمان محیط‌زیست کشور، پارک ملی دنا موضوع این مصوبه نبوده و حتی بخشی از محدوده پارک ملی دنا که در استان اصفهان قرار دارد هم‌اکنون به‌طور یکپارچه تحت مدیریت استان کهگیلویه و بویراحمد است و این مصوبه ارتباطی با این پارک ملی ندارد.

## ویژگی‌های بوم‌شناختی
منطقه حفاظت‌شده دنا که در شمال شهرهای یاسوج و سی سخت در استان کهگیلویه و بویراحمد، جنوب استان اصفهان و بخش کوچکی از استان چهار محال و بختیاری در حوضه آبریز کارون قرار گرفته، یک منطقه کاملاً کوهستانی است که اختلاف ارتفاع پست‌ترین و بلندترین نقاط این منطقه حدود بر سه هزار متر است. این منطقه به لحاظ شرایط اقلیمی به سه بخش کاملاً مجزا شامل ارتفاعات بلند، جنگل‌های خشک و نیمه‌خشک و نیمهاستپی سرد تقسیم می‌شود. در حال حاضر تنوع گونه‌های گیاهی در سراسر زاگرس مرکزی بالغ بر دو هزار گونه است که از این میان حدود یک‌هزار و ۲۵۰ گونه در منطقه حفاظت‌شده دنا شناسایی شده‌اند که این رقم معادل ۱۵٫۶ درصد گونه‌های کشور است.